# Rhaphium tuberculatum
Rhaphium tuberculatum är en tvåvingeart som först beskrevs av Negrobov 1973.  Rhaphium tuberculatum ingår i släktet Rhaphium och familjen styltflugor. Inga underarter finns listade i Catalogue of Life.